# 1310 в Україні

## Особи

### Померли
- Святослав Глібович — великий князь Чернігівський у 1309—1310 роках.